# Aphthona flavicollis
Aphthona flavicollis es un coleóptero de la familia Chrysomelidae. Fue descrita científicamente por primera vez en 1992 por Wang.